# Forces terrestres kazakhes
Les forces terrestres kazakhes (kazakh : Қазақстан Құрлық әскерлері ; russe : Сухопутные войска Казахстана) est la branche du service terrestre des forces armées de la république du Kazakhstan. Il s'agit de l'une des trois branches de militaires d'actives et de la branche la plus importante de l'armée kazakhe. Les principales tâches des forces terrestres sont les suivantes : maintenir l'état de préparation des troupes pour repousser une agression, la défense armée de l'intégrité territoriale et de la souveraineté du Kazakhstan, la protection de l'État et des installations militaires et les missions de maintien de la paix. Dans le cadre de ses fonctions, elle s'engage principalement dans la guerre terrestre, les opérations interarmes, y compris les opérations blindées et mécanisées ainsi que les opérations aéroportées et d'assaut aérien. Elle est dirigée par un officier militaire, le commandant des forces terrestres qui est également membre de l'état-major général.

## Histoire

### Ère soviétique
De nombreuses grandes unités du district militaire du Turkestan ont été redéployées de la RSS turkmène vers l’est du Kazakhstan dans les années 1960. Avant sa dissolution, la 40e armée (Union soviétique), ancienne 32e armée, se composait de la 78e division de chars, de la 5202e base de stockage d'armes et d'équipements, de la 5203e division de stockage d'armes et d'équipements situé à Ust-Kamenogorsk (avant 1989, la 155e division de fusiliers motorisés ), de la 5204e division de stockage à Karaganda (avant 1989, la 203e division de fusiliers motorisés Zaporozhye Khingan), la 69e division de chars et la 10e zone fortifiée. La 69e division blindée et la 10e zone fortifiée ont toutes deux été dissoutes en 1992.
La 57e brigade aéroportée basée à Aktogay, dans la région du Kazakhstan oriental, était la seule unité des forces aéroportées soviétiques basée au Kazakhstan.

### Après l'indépendance
L'armée kazakhe a été fondée le 9 avril 1993, sur ordre du ministre de la Défense Sagadat Nurmagambetov. Cette décision fait suite à la promulgation de la loi «Sur la défense et les forces armées de la République du Kazakhstan», qui constitue la base juridique des structures militaires kazakhes. L'ancienne structure soviétique des troupes a été préservée, l'armée kazakhe étant composée de la 32e armée soviétique, qui servait dans la République socialiste soviétique du Kazakhstan depuis de nombreuses années avant de passer sous le contrôle du gouvernement kazakh en mai 1992. Ce mois-là, sur la base de la 5203e base de stockage d'équipement militaire (anciennement la 155e division de fusiliers motorisés), le 511e régiment de fusiliers motorisés a été reformé.
Au milieu des années 1990, les forces terrestres kazakhes comprenaient le 1er corps d'armée (QG Semipalatinsk ), la 68e division de fusiliers motorisés (Sary-Ozek dans la province de Kyzylorda), avec 2 régiments de fusils motorisés et un régiment de chars, ainsi que la 78e division de chars (QG Ayaguz). L'IISS a rapporté qu'au 1er juin 1995, les forces terrestres kazakhes comprenaient un QG de corps; une division blindée; une brigade d'artillerie; deux divisions de fusiliers motorisés (une d'entraînement); un régiment d'artillerie; un régiment indépendant de fusiliers motorisés; une brigade de lance-roquettes multiples composée de BM-21 et de 9P140 Ourugan; et une brigade d'assaut aérien. Alors que la 68e Division était qualifiée de formation de fusiliers motorisés, elle comptait en termes d'équipement près de 300 chars et environ 500 véhicules de combat blindés. La 78e division blindée comptait 350 chars, 290 véhicules blindés de combat et 150 pièces d'artillerie. Le 210e centre de formation de la garde (souvent appelé Division des gardes par des sources kazakhes) comptait 6 000 soldats et officiers, 220 chars et 220 pièces d'artillerie, c'était donc une division renforcée. En 1997, le 2e corps d'armée a été créé avec son quartier général à Almaty, sous lequel toutes les unités et formations des régions d'Almaty, de Jambyl et du sud du Kazakhstan ont été transférées.
Le 17 novembre 1997, les Forces polyvalentes ont été créées. En 2000, sur la base de la 35e brigade d'assaut aéroportée de la Garde, les forces mobiles des forces armées ont été créées, qui en 2003 ont été rebaptisées forces aéromobiles au sein des forces terrestres. En 2015, les troupes aéromobiles ont été rebaptisées troupes d'assaut aérien. Depuis 2002, les forces terrestres ont entamé la transition vers une structure de brigade. À cet égard, il y a eu un processus de dissolution des divisions et de création de brigades sur la base des régiments.

### Forces d'artillerie et de missiles
Les Forces d'artillerie et de missiles du Kazakhstan ont été créées en 1992 sur la base du quartier général des Forces de missiles et de l'artillerie du district militaire d'Asie centrale des forces armées soviétiques. Au début, ils faisaient structurellement partie des Forces spéciales du ministère de la Défense, puis des Forces polyvalentes. Depuis 2003, ils opèrent comme une branche distincte de l’armée relevant des forces terrestres. Les unités et sous-unités sont équipées de tous les types nécessaires de systèmes de missiles et d'artillerie de calibre 82 mm à 300 mm.
Le Département de l'artillerie opère depuis l'Institut militaire des forces terrestres depuis 1993, qui forme chaque année jusqu'à 60 officiers-artilleurs. En 2014, sur la base de l' Université Nationale de Défense, le Département des Forces de Missiles et d'Artillerie a été créé. Des officiers professionnels de ce profil sont également formés à l'Académie d'artillerie militaire Mikhaïlovskaïa de Saint-Pétersbourg en Russie. En outre, les forces sont reconstituées par des diplômés des départements militaires de l'Université technique d'État de Karaganda et de l'Université Satbayev d'Almaty. En 1998, sur le terrain d'entraînement de Matybulak, trois missiles tactiques Tochka-U ont été lancés, dont le lancement de la première fusée a ensuite été effectué par le président Nazarbayev. En 2002, sur le terrain d'entraînement de Saryshagan, des exercices opérationnels et tactiques des forces de fusée et de l'artillerie du « Bouclier de la Patrie » ont eu lieu.
Le commandant actuel est le colonel Askar Zholamanov. Le 19 novembre est célébré comme la Journée des forces de missiles et de l'artillerie.

Commandements régionaux du Kazakhstan

## Entraînement

### Institut militaire

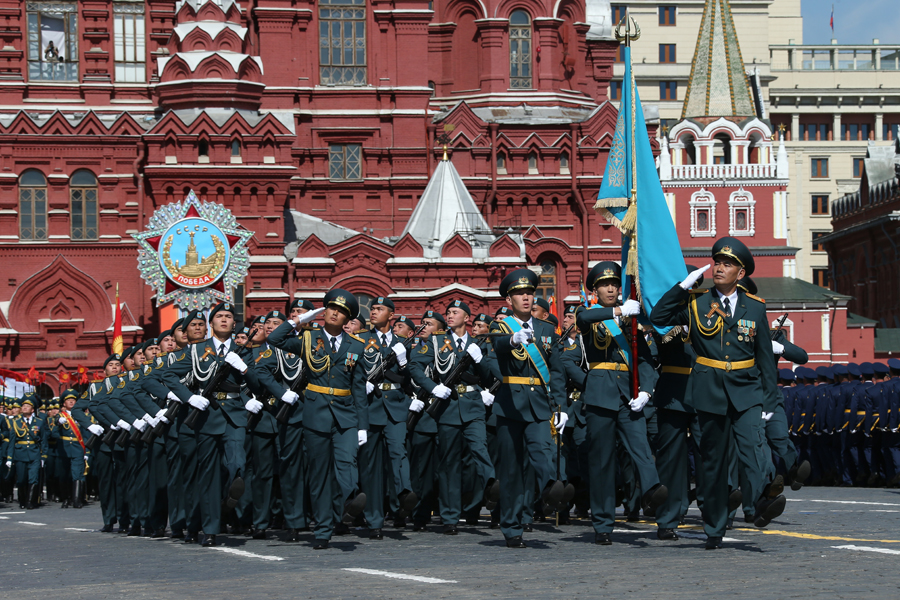
Cadets de l'institut militaire sur la Place Rouge lors d'un défilé du Jour de la Victoire à Moscou en 2015

L'Institut militaire des forces terrestres kazakhes (kazakh : Qurlyq áskerleriniń áskerı ınstıtýty / Құрлық әскерLERінің suffit ескери институты) est le principal institut d'enseignement des forces terrestres et l'une des principales académies militaires kazakhes. Il compte de nombreux anciens élèves notables, dont le lieutenant-général Murat Maikeyev, le colonel-général Saken Zhasuzakov et le major-général Abibilla Kudayberdiev.

### Formation spécialisée junior
La formation des spécialistes juniors de base dans les spécialités militaires pour les Forces terrestres s'effectue dans les centres de formation suivants :
- Centre de formation des spécialistes juniors des forces terrestres kazakhes nommé d'après Karasai Batyr – Région de Jambyl[16]
- Centre de formation pour l'entraînement au combat des spécialistes juniors et de la réserve des forces terrestres – Spassk, Karaganda[17]
- Centre de formation des forces de missiles et d'artillerie – Priozersk, Karaganda

### Corps de cadets
Le corps de cadets nommé d'après Shoqan Walikhanov est une institution du ministère de la Défense. Il a été créé le 1er juillet 1996 en tant qu'école secondaire qui préparait la jeunesse kazakhe au service militaire. Un mois après sa formation, le corps comptait 96 cadets enrôlés, dont la plupart venaient de l'École supérieure de commandement toutes armes d'Alma-Ata. Lors de sa première journée de remise des diplômes en 1999, le corps a reçu son propre drapeau de bataille des mains du chef du corps d'alors, le colonel Kuangaliev, et du ministre de la Défense Mukhtar Altynbayev. Le corps est actuellement basé dans la ville de Chtchoutchinsk, dans la région d'Akmola.

### Éducation à l'étranger
Certains officiers kazakhs ont été formés à l'Académie militaire américaine de West Point.
Un certain nombre d'officiers d'artillerie ont été formés à l'académie militaire russe de Mikhailovskaya à Saint-Petersbourg.

## Équipement

### Armes légères
| Nom                      | Origine          | Calibre           | Remarques               |           |
| Pistolets                | Pistolets        | Pistolets         | Pistolets               | Pistolets |
| ------------------------ | ---------------- | ----------------- | ----------------------- | --------- |
| Makarov                  | Union soviétique | Makarov 9 × 18 mm |                         |           |
| Stechkine                | Union soviétique | Makarov 9 × 18 mm |                         |           |
| Fusils d'assaut          |                  |                   |                         |           |
| AK-47                    | Union soviétique | 7,62 × 39 mm      |                         |           |
| AKM                      | Union soviétique | 7,62 × 39 mm      |                         |           |
| Beretta ARX160           | Italie           | 7,62 × 39 mm      |                         |           |
| AK-74                    | Union soviétique | 5,45 × 39 mm      | Fusil d'assaut standard |           |
| Fusils de tireur d'élite |                  |                   |                         |           |
| SVD Dragounov            | Union soviétique | 7,62 × 54 mmR     |                         |           |

### Armes lourdes
| Type                                                                | Modèle                 | Origine                     | Photo | Quantité en 2023 | Remarques                                                                                                   |
| ------------------------------------------------------------------- | ---------------------- | --------------------------- | ----- | ---------------- | --- |
| Chars de combat principaux                                          |                        |                             |       |                  | |
| Char de combat principal                                            | T-72BA                 | Union soviétique            |       | 350              | Les T-72 soviétiques ont été modernisés.                                                                    |
| Véhicules blindés de combat                                         |                        |                             |       |                  | |
| Véhicule utilitaire blindé                                          | GAZ Tigre              | Russie                      |       | 21               | |
| Chasseur de chars                                                   | BMPT-72 Terminator     | Union soviétique / Russie   |       | 3                | Châssis du char soviétique T-72.                                                                            |
| Véhicule blindé de transport de troupes / véhicule blindé de combat | BTR-80 BTR-80A BTR-82A | Union soviétique / Russie   |       | 150 70 63        | |
| Véhicule blindé de transport de troupes                             | BTR-3E                 | Ukraine                     |       | 2                | |
| Véhicule blindé de transport de troupes                             | MT-LB                  | Union soviétique            |       | 50               | |
| Véhicule de reconnaissance                                          | BRDM-2                 | Union soviétique            |       | 40               | |
| Véhicule blindé de transport de troupes, MRAP                       | Ural-VV                | Russie                      |       | N/C              | Garde nationale                                                                                             |
| Véhicule blindé de transport de troupes, MRAP                       | BPM-97                 | Russie                      |       | 18               | |
| Véhicule de mobilité d'infanterie                                   | Otokar Cobra           | Turquie                     |       | 17               | Fabriqué localement avec licence                                                                            |
| Véhicule de mobilité d'infanterie                                   | Plasan Sand cat        | Israël                      |       | N/C              | |
| Véhicule blindé de transport de troupes, MRAP                       | Arlan                  | Afrique du Sud / Kazakhstan |       | 138              | Commandé par l'armée kazakhe en 2013 à la suite d'un accord entre Kazakhstan Engineering et Paramount Group |
| Véhicule utilitaire blindé                                          | Humvee                 | États-Unis                  |       | 40               | |
| Véhicules de combat d'infanterie                                    |                        |                             |       |                  | |
| Véhicule de combat d'infanterie                                     | BRM-1                  | Union soviétique            |       | 60               | En stock |
| Véhicule de combat d'infanterie                                     | BMP-2                  | Union soviétique            |       | 280              | |
| Artillerie                                                          |                        |                             |       |                  | |
| Obusier automoteur                                                  | 2S1 Gvozdika           | Union soviétique            |       | 61               | |
| Obusier automoteur                                                  | Senser                 | Israël                      |       | 6                | |
| Obusier automoteur                                                  | 2S3M Akatsia           | Union soviétique            |       | 60               | |
| Obusier                                                             | D-30                   | Union soviétique            |       | 100              | |
| Obusier                                                             | 2A65 Mtsa-B            | Union soviétique            |       | 70               | |
| Obusier                                                             | D-20                   | Union soviétique            |       | 24               | |
| Mortier automoteur                                                  | Cardom                 | Israël                      |       | 18               | |
| Mortier automoteur                                                  | 2B11 Sani              | Union soviétique            |       | 45               | |
| Lance roquettes multiple                                            | BM-21                  | Union soviétique            |       | 80               | |
| Lance roquettes multiple                                            | BM-30 Smerch           | Union soviétique            |       | 6                | |
| Lance roquettes multiple                                            | Lynx                   | Israël                      |       | 18               | |
| Lance roquettes multiple thermobarique                              | TOS-1A                 | Union soviétique            |       | 3                | |
| Missile balistique                                                  | 9K79 Tochka            | Union soviétique            |       | 12               | |
|                                                                     |                        |                             |       |                  | |

### Drones
| Nom                                           | Origine                                       | Photo                                         | En service                                    | Remarques |
| Véhicules aériens sans pilote de surveillance | Véhicules aériens sans pilote de surveillance | Véhicules aériens sans pilote de surveillance | Véhicules aériens sans pilote de surveillance | Véhicules aériens sans pilote de surveillance                                                                                     |
| --------------------------------------------- | --------------------------------------------- | --------------------------------------------- | --------------------------------------------- | --- |
| Elbit Skylark I-LEX                           | Israël                                        |                                               | inconnu                                       | En service depuis 2014. |
| Drone Elbit inconnu                           | Israël                                        |                                               | inconnu                                       | [ 25 ] |
| Orlan-10E                                     | Russie                                        |                                               | inconnu                                       | [ 24 ] |
| Véhicules aériens de combat sans pilote       |                                               |                                               |                                               | |
| CAIG Wing Loong I                             | Chine                                         |                                               | 2                                             | En service depuis 2016. (Peut être armé de deux Blue Arrow 7 AGM ou de bombes guidées YZ-100). En dotation dans l'armée de l'air. |
| TAI Anka                                      | Turquie                                       |                                               | 3                                             | En service depuis 2022. (Peut être armé de quatre bombes guidées MAM-L ou MAM-C).                                                 |
| Véhicules aériens sans pilote - Prototypes    |                                               |                                               |                                               | |
| Shagala                                       | Kazakhstan                                    |                                               | inconnu                                       | [ 28 ] |
| Leyla                                         | Kazakhstan                                    |                                               | inconnu                                       | [ 28 ] |